# Flybe
Flybe è stata una compagnia aerea a basso costo regionale britannica con sede a Exeter, in Inghilterra. Fino alla sua vendita a Connect Airways, era la più grande compagnia aerea regionale indipendente in Europa. Flybe trasportava 8 milioni di passeggeri all'anno tra 81 aeroporti nel Regno Unito e nel resto d'Europa, con oltre 210 rotte in 15 paesi. I suoi due hub sono gli aeroporti di Birmingham e Manchester. Flybe fa parte della European Low Fares Airline Association.
La compagnia aerea è nata nel 1979 come Jersey European Airways a seguito della fusione di Intra Airways ed Express Air Services. Nel 1983 fu venduta alla Walker Steel Group, che possedeva anche Spacegrand Aviation, e le due compagnie aeree furono fuse nel 1985. La compagnia fu ribattezzata in British European nel 2000 e ricevette l'attuale nome nel 2002.
Nel febbraio 2019, la compagnia aerea è stata venduta al consorzio Connect Airways, sostenuto da Virgin Atlantic e Stobart Aviation.
Il 4 marzo 2020 Flybe annuncia ufficialmente la sospensione con effetto immediato di tutte le operazioni, e la conseguente cancellazione di tutti i voli e le prenotazioni esistenti, attraverso un comunicato sul proprio sito web, fallimento causato dalla pandemia Coronavirus. Il 14 aprile 2021 la compagnia è stata venduta e rinominata in “Flybe Limited”, le operazioni ripartiranno durante il corso del 2021 oppure nel primo semestre del 2022. Nel 2022 la compagnia aerea ha riavviato le operazioni di volo. Il 28 gennaio 2023 vengono interrotte tutte le operazioni di volo.

## Flotta

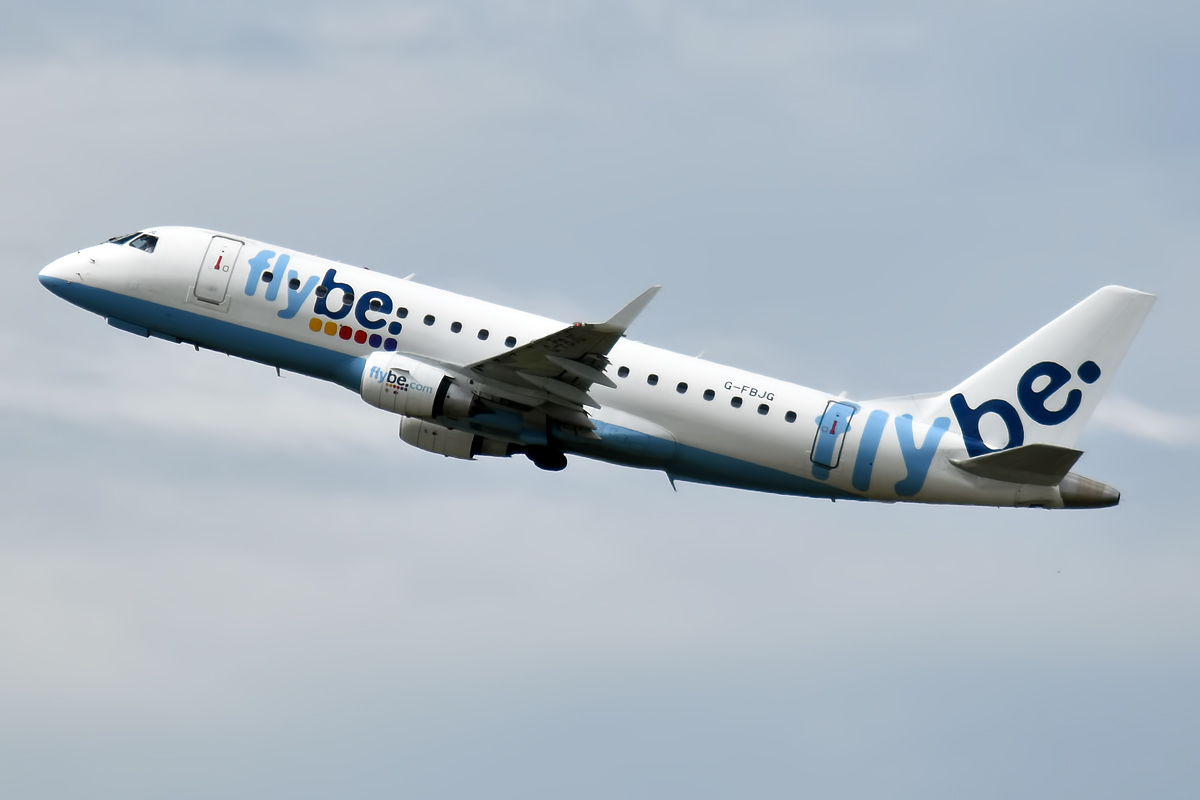
Un Embraer E-175 in fase di decollo

A marzo 2020, la flotta di Flybe aveva un'età media di 11 anni e risultava composta dai seguenti aeromobili:

## Flotta del passato
- ATR 72-600
- BAe 146
- Boeing 737-300
- Bombardier CRJ200
- Britten-Norman Islander
- De Havilland Canada DHC-6 Twin Otter
- Douglas DC-3
- Embraer EMB 110 Bandeirante
- Embraer ERJ 145
- Embraer E-195
- Fokker F27
- Handley Page Dart Herald
- Short 330
- Short 360
- Bombardier Dash 8 300
- Vickers Viscount

## Servizio a bordo
Flybe assegna i posti su tutti i voli e i passeggeri avevano l'opzione di scegliere, in anticipo online, il posto a sedere.
Quelli che possiedono biglietti di classe Economy Plus ricevono una bevanda e uno snack, l'accesso alle Flybe Executive Lounges, la prenotazione del posto gratis ed il check-in prioritario. Per i passeggeri di classe Economy, invece, la compagnia offre la possibilità di comprare a bordo cibi e bevande. La compagnia vende gadget e profumi sui voli con destinazione al di fuori dell'Unione europea e propone sigarette ed alcolici privi di tassazione. Le vendite a bordo incidono considerevolmente al bilancio della compagnia aerea.